# Brad Silberling
Bradley Mitchell "Brad" Silberling, född 8 september 1963 i Washington, D.C., är en amerikansk film- och TV-regissör, manusförfattare, och filmproducent. Han har bland annat regisserat filmer som Casper, Änglarnas stad, Moonlight Mile, Lemony Snickets berättelse om syskonen Baudelaires olycksaliga liv, och Land of the Lost. Han är sedan år 1995 gift med skådespelerskan Amy Brenneman, med vilken han har två barn.
Silberling var tidigare, innan han träffade hustrun Amy, i en relation tillsammans med skådespelerskan Rebecca Schaeffer. Paret dejtade och var förlovade, ända tills Schaeffer sköts till döds hemma i sitt lägenhetskomplex i Los Angeles, i juli 1989.

## Filmografi (i urval)

### Filmer
- 1995 – Casper
- 1998 – Änglarnas stad
- 2002 – Moonlight Mile
- 2004 – Lemony Snickets berättelse om syskonen Baudelaires olycksaliga liv
- 2006 – 10 Items or Less
- 2009 – Land of the Lost
- 2017 – An Ordinary Man

### TV-serier
- 1990–1991 – Dr Howser (TV-serie)
- 1992 – Lagens änglar (TV-serie)
- 1993 – På spaning i New York (TV-serie) (även 1996)
- 1998 – Felicity (TV-serie)
- 2001 – Vem dömer Amy? (TV-serie)
- 2013–2017 – Reign (TV-serie)
- 2014–2019 – Jane the Virgin (TV-serie)
- 2016–2017 – No Tomorrow (TV-serie)
- 2017–2022 – Dynasty (TV-serie)
- 2018–2022 – Charmed (TV-serie)
- 2020 – Dash & Lily (TV-serie)